# 350

## Esdeveniments
- 18 de gener, Autun, Gàl·lia: Magnenci s'autoproclama emperador romà i mana perseguir Constant.
- març, Sírmium, Pannònia: Vetranió s'investeix emperador romà.
- 3 de juny, Roma: Flavi Popili Nepocià s'investeix emperador romà. És executat al cap de quatres setmanes.
- 25 de desembre, Sàrdica, Mèsia: Vetranió abdica a favor de Constanci II.
- Dàcia: Hermenric succeeix Geberic com a rei dels gots.
- Armènia: El rei Tigranes VII es veu obligat a abdicar en el seu fill Àrsaces II.
- Nísibis, Mesopotàmia: La ciutat és assetjada pels perses per tercera vegada.
- Nísibis, Mesopotàmia: Sant Eugeni funda el primer monestir en el mont Izla.
- Núbia: Es crea el regne de Nobàtia, amb capital a Faras, com a producte de la desintegració de l'antic regne de Mèroe.
- Poitiers, Gàl·lia: Sant Hilari és investit bisbe de la ciutat.

## Naixements
- Trèveris, Gàl·lia: Honorat d'Arle, bisbe i sant. (m. 429)
- Galícia: Dictini d'Astorga, bisbe, inicialment defensor del priscil·lianisme. (m. 430)
- Atenes, Grècia romana: Plutarc d'Atenes, filòsof neoplatònic grec. (m. 430)

## Necrològiques
- Elna, Tarraconense: Flavi Juli Constant, emperador romà, executat.
- Roma: Flavi Popili Nepocià, autonomenat emperador romà, executat.
- Ancira, Galàcia: Pau I de Constantinoble, patriarca de Constantinoble, màrtiritzat.
- Jerusalem: Màxim III, patriarca de la ciutat.